# Epinephelus chabaudi
 Epinephelus chabaudi és una espècie de peix de la família dels serrànids i de l'ordre dels perciformes.

## Morfologia
Els mascles poden assolir els 137 cm de longitud total.

## Distribució geogràfica
Es troba a l'oest de l'Índic.